# 오스트레일리아구

오스트레일리아구

오스트레일리아구(Australasia)는 오스트레일리아, 태즈메이니아섬, 뉴기니섬과 말레이 제도의 일부 섬, 뉴질랜드 등으로 이루어진 생물 지리구이다.
이 구는 섬대륙과 섬으로 이루어진 특이한 구로서, 북부는 열대지만 남으로 내려가면 온대가 된다. 오스트레일리아구에는 박쥐를 제외하고 포유류는 9과뿐이다. 그러나 그 중 8과가 이 구 고유의 과로서, 이러한 특이한 과가 많다는 것이 오스트레일리아구의 특징이다. 유대류인 주머니고양이·주머니두더지·원뱃캥거루붙이·캥거루과의 4과는 모두 고유의 동물이다. 이 밖에 반디쿠트·쿠스쿠스과의 동물 대부분과 단공류인 오리너구리와 가시두더지도 이 구의 고유동물이다. 이들 오스트레일리아구의 동물들은 환경에 잘 적응하면서 분포되어 있다.

## 같이 보기
- 오스트랄라시아
- 오세아니아
- 오세아니아구